# 奎爾科河
奎爾科河（西班牙語：Río Cuilco）是危地馬拉的河流，屬於格里哈爾瓦河的支流，流域面積2,274平方公里，發源自卡霍拉以北，流經韋韋特南戈省和聖馬科斯省。

## 外部連結
- Map of Guatemala including the river